# NGC 7045
NGC 7045 је двојна звезда у сазвежђу Ждребе која се налази на NGC листи објеката дубоког неба.
Деклинација објекта је + 4° 30' 28" а ректасцензија 21h 14m 50,3s. Привидна величина (магнитуда) објекта NGC 7045 износи 12,0.